# Костанайська область
Костана́йська о́бласть — область у складі Казахстану. Розташована в північній частині Казахстану. Площа 195,9 тисяч км². Населення 886 300 осіб (2009): казахи, росіяни, українці та інші. Міського населення 35 %. Має 4 міста. Центр — місто Костанай.

## Історія
Область утворена 29 липня 1936 року у складі 11 районів Актюбінської області та Прісногірковського району Карагандинської області.
29 червня 1938 року відбувся обмін сільрадами між Прісногірковським та сусіднім Прісновським районами Північноказахстанської області: до складу Прісногірковського району увійшла Кургамиська сільрада, а до складу Прісновського району — Єкатериновська та Усердинська сільради.
26 грудня 1960 року Кустанайська область увійшла до складу новоствореного Цілинного краю.
2 січня 1963 року до складу новоствореного Тимірязєвського району Північноказахстанської області увійшли частина Прісногірковського району. 26 серпня 1963 року до складу Прісновського району Північноказахстанської області було передано Каракамиську сільраду Дем'яновського району.
У червні 1988 року до її складу відійшли Амангельдинський, Амантогайський, Аркалицький, Джангельдинський і Октябрський райони колишньої Тургайської області.

## Географія і клімат
Територія області характеризується відносно рівнинним рельєфом. Північну частину займають південно-східна околиця Західно-Сибірської низовини, на південь від неї розташовується Тургайське плато; на заході області — хвиляста рівнина Зауральського плато, а на південному заході відроги Сариарки.
Головні річки: Тобол і Тургай. Багато озер. Ґрунти чорноземні, каштанові, буроземні. Область багата лісами.
Корисні копалини: залізна руда, боксити, титан, свинець, нікель, буре вугілля, мірабіліт, кухонна сіль.
Клімат різко континентальний і украй посушливий. Зима тривала, морозна, з сильними вітрами і завірюхами, літо спекотне, сухе. Пересічна температура січня −18, −17°C, липня +19— +24 °C. Річна кількість опадів 250—300 мм на півночі області і 240—280 мм на півдні. Вегетаційний період 150—175 діб на півночі і 180 діб на півдні.

## Економіка
Провідна галузь промисловості — гірничодобувна (Соколовсько-Сарбайський і Джетигаринський гірничозбагачувальні комбінати, Тургайські бокситові рудники). Механічні заводи. Підприємства легкої і харчової промисловості (швейна фабрика, шкірно-взутєвий комбінат, м'ясокомбінати, борошномельні, масробні та хлібні заводи). В Кустанаї працюють завод штучного волокна, комбінат залізобетонних виробів.
Вирощуюють зернові (пшеницю, ячмінь, просо), технічні (соняшник), овочево-баштанні. Тваринництво м'ясо-молочне; на півдні м'ясововнове.
Довжина залізниць 1 000 км. Розвинутий автомобільний транспорт.

## Населення
Населення — 833643 особи (2021; 885570 у 2009, 1017088 у 1999, 1213097 у 1989).
На території Костанайської області проживає понад сто національностей і народностей. За станом на 1 жовтня 2010 року населення області становило 882 018 чол. За переписом населення 2009 року частка росіян становила — 42,98 %, казахів — 37,14 %, українців — 9,58 %, німців — 3,16 %, татар 1,92 %, білорусів 1,71 % інших національностей — 3,51 %. Щільність населення — 4,5 осіб на один квадратний кілометр. Найбільш щільно населені міста Костанай, Рудний і Лісаковськ, найменш — південні райони області, щільність у яких становить від 0,4 до 0,8 осіб на один квадратний км.
| Роки      | 2003     | 2004     | 2005     | 2006     | 2007     | 2008     |
| --------- | -------- | -------- | -------- | -------- | -------- | -------- |
| Населення | 919 558  | ▼913 435 | ▼907 396 | ▼903 178 | ▼900 333 | ▼894 192 |
|           |          |          |          |          |          |          |
| Роки      | 2009     | 2010     | 2011     | 2012     | 2013     | 2014     |
| Населення | ▼886 328 | ▼883 365 | ▼881 605 | ▼879 579 | ▲880 109 |          |

|               | Чисельність, 1989 р. | %        | Чисельність, 1999 р. | %        | Чисельність, 2010 р. | %        |
| ------------- | -------------------- | -------- | -------------------- | -------- | -------------------- | -------- |
| загалом       | 1223844              | 100,00 % | 1017729              | 100,00 % | 886284               | 100,00 % |
| Росіяни       | 535100               | 43,72 %  | 430242               | 42,27 %  | 360976               | 40,73 %  |
| Казахи        | 279787               | 22,86 %  | 314801               | 30,93 %  | 317762               | 35,85 %  |
| Українці      | 178140               | 14,56 %  | 130449               | 12,82 %  | 102070               | 11,52 %  |
| Німці         | 110440               | 9,02 %   | 57410                | 5,64 %   | 33421                | 3,77 %   |
| Білоруси      | 35404                | 2,89 %   | 25018                | 2,46 %   | 19367                | 2,19 %   |
| Татари        | 27812                | 2,27 %   | 20070                | 1,97 %   | 16706                | 1,88 %   |
| Башкири       | 10178                | 0,83 %   | 5435                 | 0,53 %   | 4602                 | 0,52 %   |
| Корейці       | 4085                 | 0,33 %   | 4160                 | 0,41 %   | 3998                 | 0,45 %   |
| Азербайджанці | 4570                 | 0,37 %   | 3619                 | 0,36 %   | 3718                 | 0,42 %   |
| Молдовани     | 4807                 | 0,39 %   | 3302                 | 0,32 %   | 2928                 | 0,33 %   |
| Чеченці       | 2955                 | 0,24 %   | 2167                 | 0,21 %   | 2405                 | 0,27 %   |
| Мордва        | 4433                 | 0,36 %   | 2852                 | 0,28 %   | 1962                 | 0,22 %   |
| Удмурти       | 3336                 | 0,27 %   | 2309                 | 0,23 %   | 1875                 | 0,21 %   |
| Вірмени       | 1765                 | 0,14 %   | 1938                 | 0,19 %   | 1907                 | 0,22 %   |
| Поляки        | 2853                 | 0,23 %   | 2357                 | 0,23 %   | 1845                 | 0,21 %   |
| Чуваші        | 3132                 | 0,26 %   | 1949                 | 0,19 %   | 1437                 | 0,16 %   |
| Інгуші        | 1325                 | 0,11 %   | 1114                 | 0,11 %   | 1065                 | 0,12 %   |
| інші          | 13722                | 1,12 %   | 8537                 | 0,84 %   | 8240                 | 0,93 %   |

Національний склад населення області у розрізі адміністративних одиниць станом на 2010 рік (%):
|                        | населення | росіяни | казахи | українці | німці | татари |
| ---------------------- | --------- | ------- | ------ | -------- | ----- | ------ |
| Алтинсаринський район  | 15 141    | 36,2    | 33,8   | 16,0     | 6,3   | 1,2    |
| Амангельдинський район | 16 894    | 1,0     | 97,8   | 0,3      | 0,0   | 0,2    |
| Аулієкольський район   | 47 554    | 26,6    | 51,7   | 10,0     | 4,1   | 1,8    |
| Денисовський район     | 21 626    | 34,8    | 30,0   | 18,1     | 6,9   | 1,7    |
| Джангельдинський район | 15 860    | 0,4     | 99,0   | 0,0      | 0,1   | 0,3    |
| Житікаринський район   | 51 089    | 37,3    | 40,2   | 11,0     | 3,2   | 2,5    |
| Камистинський район    | 15 525    | 21,1    | 50,4   | 16,5     | 2,2   | 1,2    |
| Карабалицький район    | 34 596    | 39,7    | 29,4   | 15,3     | 6,1   | 2,4    |
| Карасуський район      | 29 327    | 36,4    | 32,1   | 13,8     | 4,4   | 2,0    |
| Костанайський район    | 68 737    | 40,9    | 34,2   | 11,1     | 5,5   | 1,6    |
| Мендикаринський район  | 31 433    | 41,2    | 39,7   | 8,2      | 4,4   | 1,2    |
| Наурзумський район     | 13 037    | 14,0    | 68,6   | 7,1      | 1,4   | 1,9    |
| Сарикольський район    | 24 213    | 33,8    | 33,9   | 21,4     | 2,9   | 0,8    |
| Тарановський район     | 27 524    | 37,2    | 27,3   | 16,5     | 10,1  | 1,6    |
| Узункольський район    | 25 264    | 42,1    | 41,0   | 9,7      | 1,7   | 1,0    |
| Федоровський район     | 28 049    | 35,3    | 16,8   | 28,4     | 8,3   | 1,9    |
| Аркалицька м.а.        | 40 813    | 14,4    | 73,6   | 3,6      | 0,5   | 2,2    |
| Костанайська м.а.      | 212 617   | 50,6    | 28,0   | 10,0     | 2,8   | 2,1    |
| Лісаковська м.а.       | 41 806    | 47,6    | 24,2   | 16,2     | 5,7   | 1,4    |
| Рудненська м.а.        | 125 179   | 58,3    | 20,7   | 10,1     | 2,8   | 2,7    |

## Адміністративний поділ
| №  | Район, міські адміністрації | Площа, км² | Населення, осіб (1989) | Населення, осіб (1999) | Населення, осіб (2009) | Населення, осіб (2021) | Центр      | АО | НП |
| -- | --------------------------- | ---------- | ---------------------- | ---------------------- | ---------------------- | ---------------------- | ---------- | -- | -- |
| 1  | Алтинсаринський район       | 5448       | 24222                  | 20367                  | 15688                  | 12625                  | Убаганське | 9  | 25 |
| 2  | Амангельдинський район      | 22509,88   | 31162                  | 21224                  | 17660                  | 13707                  | Амангельди | 10 | 30 |
| 3  | Аулієкольський район        | 11104      | 65640                  | 55338                  | 47538                  | 35648                  | Аулієколь  | 15 | 33 |
| 4  | Район Беїмбета Майліна      | 7610       | 51835                  | 39206                  | 29355                  | 23615                  | Айєт       | 9  | 34 |
| 5  | Денисовський район          | 6769       | 34143                  | 29333                  | 21912                  | 16920                  | Денисовка  | 12 | 27 |
| 6  | Джангельдинський район      | 32999,65   | 28596                  | 20533                  | 15690                  | 11077                  | Торгай     | 12 | 22 |
| 7  | Житікаринський район        | 7312       | 74593                  | 56497                  | 50441                  | 42432                  | Житікара   | 11 | 18 |
| 8  | Камистинський район         | 12056      | 32187                  | 23655                  | 16152                  | 11026                  | Камисти    | 9  | 17 |
| 9  | Карабалицький район         | 6862       | 51981                  | 43145                  | 31399                  | 24839                  | Карабалик  | 13 | 44 |
| 10 | Карасуський район           | 12782      | 53469                  | 37360                  | 29238                  | 21167                  | Карасу     | 13 | 41 |
| 11 | Костанайський район         | 7442       | 73936                  | 65435                  | 67512                  | 72923                  | Тобил      | 15 | 52 |
| 12 | Мендикаринський район       | 6618       | 47923                  | 39632                  | 32016                  | 22547                  | Боровський | 11 | 39 |
| 13 | Наурзумський район          | 15198      | 27103                  | 17914                  | 13180                  | 9512                   | Караменди  | 8  | 11 |
| 14 | Сарикольський район         | 6116       | 39566                  | 31087                  | 24785                  | 18056                  | Сариколь   | 12 | 26 |
| 15 | Узункольський район         | 7157       | 39870                  | 31332                  | 25480                  | 15694                  | Узунколь   | 11 | 32 |
| 16 | Федоровський район          | 7210       | 48297                  | 37973                  | 28348                  | 24214                  | Федоровка  | 13 | 49 |
| 1  | Аркалицька м.а.             | 15887      | 86195                  | 63173                  | 40876                  | 39210                  | Аркалик    | 12 | 19 |
| 2  | Костанайська м.а.           | 281        | 224598                 | 222816                 | 214961                 | 258990                 | Костанай   | -  | 1  |
| 3  | Лисаковська м.а.            | 145        | 37245                  | 38794                  | 40359                  | 35395                  | Лисаковськ | 1  | 3  |
| 4  | Рудненська м.а.             | 193        | 140536                 | 122274                 | 122980                 | 124046                 | Рудний     | 2  | 4  |

## Найбільші населені пункти
Населені пункти з чисельністю населення понад 10000 осіб:
| №  | Населений пункт | Населення, осіб (1989) | Населення, осіб (1999) | Населення, осіб (2009) | Населення, осіб (2021) |
| -- | --------------- | ---------------------- | ---------------------- | ---------------------- | ---------------------- |
| 1  | Костанай        | 224598                 | 222816                 | 214961                 | 258990                 |
| 2  | Рудний          | 124300                 | 109515                 | 109659                 | 112052                 |
| 3  | Житікара        | 48204                  | 36359                  | 33587                  | 34880                  |
| 4  | Лисаковськ      | 33134                  | 34540                  | 36622                  | 31748                  |
| 5  | Аркалик         | 62367                  | 45736                  | 28169                  | 29589                  |
| 6  | Тобил           | 20274                  | 20117                  | 22908                  | 28251                  |
| 7  | Карабалик       | 13802                  | 11768                  | 11080                  | 10966                  |
| 8  | Аулієколь       | 11990                  | 11552                  | 11692                  | 10857                  |
| 9  | Зарічне         | 6139                   | 5246                   | 5804                   | 10703                  |
| 10 | Качар           | 13268                  | 10731                  | 11357                  | 10195                  |

## Освіта
Педагогічний інститут, 8 середніх спеціальних навчальних закладів.

## Культура
Драматичний театр, краєзнавчий та геологічний музей.

## Охорона здоров'я
Кумисолікувальний санаторій (с-ще Боровський).